# Sandro Brotz
Alessandro «Sandro» Brotz (* 7. Oktober 1969 in Mendrisio) ist ein Schweizer Journalist und Fernsehmoderator. Seit 2019 moderiert er die Arena, zuvor von 2012 bis 2019 die Rundschau von Schweizer Radio und Fernsehen (SRF).

## Leben
Sandro Brotz wuchs in Dielsdorf und in Oerlikon auf. Er absolvierte eine kaufmännische Lehre bei der Mövenpick AG Zürich. Journalistisch tätig wurde er 1988 bei der Zürcher Quartierzeitung Vorstadt und bei Radio Zürisee. Des Weiteren arbeitete er bei Radio Z, beim Stadtzürcher Lokal-TV Züri 1 und beim Zürcher Lokalfernsehen Tele Züri. Beim SonntagsBlick war er Nachrichtenchef und stellvertretender Chefredaktor. Von 1997 bis 1999 war er als Reporter für die Sendung Rundschau des Schweizer Fernsehens tätig. Brotz gehörte zum Gründungsteam von Roger Schawinskis Radio 1, wo er die Redaktion leitete. Bei der Sonntagszeitung Der Sonntag war er stellvertretender Chefredaktor von Patrik Müller. Ab Juli 2012 arbeitete er wieder bei der Rundschau, diesmal als Moderator. Er ersetzte Urs Leuthard, der die Leitung der Redaktion der Tagesschau übernommen hatte. Ab Juli 2014 war Brotz zusätzlich stellvertretender Redaktionsleiter der Rundschau. Zudem war er ab März 2017 Gesprächsleiter beim «Rundschau talk», der viermal jährlich ausgestrahlt wurde. 
Im Mai 2019 wechselte er von der Rundschau zur politischen Diskussionssendung Arena, die er fortan moderiert und dessen stellvertretender Leiter er ist. Er folgte auf Jonas Projer. Sein Interview im Oktober 2016 mit dem syrischen Präsidenten Baschar al-Assad während des Bürgerkriegs für die Rundschau wurde international beachtet. Er war von 2016 bis 2024 Stiftungsrat der Anna-Göldi-Stiftung. In der Online-Umfrage zum «Schweizer Journalist des Jahres» des Branchenmagazins Schweizer Journalist (2016) erzielte er 2. Platz.
Brotz ist geschieden und hat einen Sohn (* 2004). Er ist Hobbyläufer und wohnt im Kanton Zürich.

## Fax-Affäre
2007 mussten Brotz und zwei weitere Journalisten wegen «Verletzung militärischer Geheimnisse» vor dem Militärgericht erscheinen, nachdem sie im SonntagsBlick ein Jahr zuvor ein abgefangenes Fax veröffentlichten, das geheime CIA-Gefängnisse in Osteuropa erwähnte. Die drei Angeklagten wurden freigesprochen und erhielten eine finanzielle Entschädigung. Der Prozess sorgte für Diskussionen, weil es sich bei den Angeklagten um Zivilpersonen handelten, die sich vor der Militärjustiz zu verantworten hatten.

## Werke
- Sandro Brotz, Beat Jost: CIA-Gefängnisse in Europa. Die Fax-Affäre und ihre Folgen. Mit einer Analyse von Dick Marty. Orell Füssli, Zürich 2006, ISBN 3-280-05196-7.